# Душко Кондов
Душко Димитров Кондов е български инженер, офицер, генерал-майор.

## Биография
Роден е на 18 март 1902 г. във Варна в семейството на политика Димитър Кондов. Завършва гимназия във Варна. През 1921 г. е изпратен да учи в СССР. Там от 1921 до 1924 г. учи в инженерния отдел на Авиационното училище в Москва и Санкт Петербург. През 1924 г. е кандидат-член на ВКП (б.), а от 1928 г. е член на ВКП (б.). Кондов служи като офицер в гарнизони в Москва, Харков, Киев и други. По време на Втората световна война е дивизионен инженер-майор. Бил е инженер на гвардейския полк от щурмовата авиация. Сражава се срещу германците в Битките при Москва, Ржев, Харков и Киев. В края на своето участие във войната на страната на СССР е старши инженер по ремонта на самолетите на летище Внуково, Москва. След 9 септември 1944 г. се завръща в България по препоръка на Георги Димитров. От 1944 до 1947 г. работи в Щаба на Въздушните сили. В периода 1947 – 1951 г. е заместник-директор по техническата част на Дирекция „Въздушни съобщения“.
От 1951 Г. е генерал-майор и началник на Противовъздушната отбрана на МВР (днес Гражданска защита). Между 1954 и 1960 г. е заместник-председател на Доброволната организация за съдействие на отбраната (ДОСО). Пенсионира се през 1960 г. С указ № 2182 от 17 август 1982 г. е обявен за герой на социалистическия труд на България. Носител е на ордените „Народна република България“ III ст. (1962), „Георги Димитров“ (1964, 1972, 1982), „9 септември 1944 г.“ I ст. и II ст. (1974, 1979), „Народна свобода 1941 – 1944 г.“, съветските „Червена звезда“, „Червено бойно знаме“ и други. Умира на 1 октомври 1985 г.